# 万达体育
万达体育集团（NASDAQ：WSG）是中国的一家体育公司。该公司与国际足联、国际篮联等组织有商业合作，在世界多地运营足球、冰雪、自行车、篮球等20多项体育运动。旗下拥有瑞士盈方体育传媒、美国世界铁人公司、中国永达天恒体育传媒、和万达体育中国公司等企业。2018年，万达体育年收入88.3亿元。

## 历史
成立于2015年12月22日，同年入股马德里竞技俱乐部，收购了20%股权。后又以10.5亿欧元并购了全球最大的体育媒体制作及转播公司之一瑞士盈方体育传媒（简称盈方）。盈方的媒体转播权涵盖25个体育项目，在足球和冬季运动领域全球排名第一。8月，万达以6.5亿美元并购了美国世界铁人公司（WTC）。万达集团后续又分别于2016年1月和2017年6月收购了法国拉加代尔公司运动部门和拥有摇滚马拉松IP的CGI公司。
2015年底任命盈方董事长兼首席执行官菲利普·布拉特(Philippe Blatter)为万达文化产业集团有限公司副总裁兼万达体育控股有限公司首席执行官。盈方和WTC的其它高层将继续保留其原有职位。万达体育运营总部将设在瑞士楚格，控股公司的总部则设在中国广州。大众参与性体育的业务将由WTC现任CEO安德鲁·梅西克负责。
2018年7月20日，万达体育在成都国际马拉松赛合作方公开招选中胜出，成为2018年成都国际马拉松的独家运营和推广合作伙伴。
2018年完成对永达天恒体育传媒有限公司的收购。
2019年1月，路透引述消息人士报道，大连万达集团已为其体育部门提交赴美IPO申请，集资额最高达5亿美元(约39亿港元)。2019年7月，萬達體育成功上市，但集資金額降至1.9億美元，上市首日股價大跌36%。
2020年12月23日，万达体育董事会同意該公司从纳斯达克退市。

## 公司业务
包括体育赛事举办、运动员经纪、赛事营销、赛事转播的体育产业链。目前，万达运营着冰雪、足球、铁人三项等二十多项体育运动，在全球13个国家设立25个办公室，在冰雪、足球运动的赛事转播、营销领域位居世界第一，是冬季运动七个主要国际协会的战略合作伙伴，拥有足球世界杯亚洲区转播权。